# Atto di dolore (preghiera)
L'Atto di dolore (in latino, Actus contritionis) è una preghiera cristiana di tradizione cattolica, in cui si esprime il dolore per i peccati commessi. È spesso recitata in occasione del sacramento della Riconciliazione, più conosciuta come Confessione, dopo l'accusa dei propri peccati e prima dell'assoluzione. Nei libri di preghiera è generalmente indicata fra le orazioni quotidiane da recitare alla sera.

## Testo
ex toto corde me pǽnitet ac dóleo de ómnibus quæ male egi

et de bono quod omísi,

quia peccándo offendi Te,

summe bonum ac dignum qui super ómnia diligáris.

Fírmiter propóno, adiuvánte grátia tua, me pæniténtiam ágere,

de cétero non peccatúrum peccandíque occasiónes fugitúrum.

Per mérita passiónis Salvatóris nostri Iesu Christi, Dómine, misérere.»
perché peccando ho meritato i tuoi castighi,

e molto più perché ho offeso Te,

infinitamente buono e degno di essere amato sopra ogni cosa.

Propongo con il tuo santo aiuto di non offenderti mai più

e di fuggire le occasioni prossime di peccato.

Signore, misericordia, perdonami.»

## Interpretazione "perché peccando ho meritato i tuoi castighi"
Circa la porzione di testo che recita "perché peccando ho meritato i tuoi castighi" ci sarebbero alcune controversie, in quanto quest'ultima potrebbe essere oggetto di una cattiva interpretazione: secondo alcuni progressisti, infatti, sembra che in questa preghiera Dio sia visto come un giudice senza pietà. Il senso di questa porzione di testo, invece, secondo queste poche persone è quello che il penitente prende coscienza della gravità dei suoi peccati, li riconosce e ammette di meritare un castigo.